# Myrceugenia myrtoides
Myrceugenia myrtoides är en myrtenväxtart som beskrevs av Otto Karl Berg. Myrceugenia myrtoides ingår i släktet Myrceugenia och familjen myrtenväxter. Inga underarter finns listade i Catalogue of Life.